# Варваркин, Александр Николаевич
Александр Николаевич Варваркин (1900—1953) — генерал-майор Советской Армии, участник Гражданской и Великой Отечественной войн.

## Биография
Александр Николаевич Варваркин родился 12 августа 1900 года в городе Осташкове (ныне — Тверская область). 10 июня 1919 года поступил на службу в Рабоче-Крестьянскую Красную Армию. В 1920 году окончил Петроградскую военно-инженерную школу. Участвовал в боях Гражданской войны против войск генерала П. Н. Врангеля и басмаческих формирований в Средней Азии. Служил на командных и штабных должностях в различных инженерных частях. С февраля 1938 года возглавлял Московское военно-инженерное училище. Здесь его застало начало Великой Отечественной войны.
В разгар битвы за Москву, в декабре 1941 года, Варваркин был назначен начальником Главного управления военно-инженерной подготовки Красной Армии. В мае 1942 года он был направлен в действующую армию на должность начальника инженерных войск 10-й армии. На этой должности он проявил себя как способный военный инженер. Им коренным образом была перестроена система обороны соединений дивизии — в её основу были положены траншеи с опорными пунктами и развитыми оборонительными рубежами. Варваркин лично осуществлял руководство всеми оборонительными работами в условиях дефицита технических средств, при широком фронте неизменно обеспечивая качественное выполнение работ. Проявил себя он и в ходе наступательных боевых действий, сопровождаемых форсированием широких водных преград на Смоленщине, таких, как реки Снопоть, Десна, Остёр — при этом были наведены десятки штурмовых мостиков и построено 20 мостов, разведано, разминировано и отремонтировано 200 километров дорог, разминировано до 250 населённых пунктов. В дальнейшем участвовал в освобождении Белорусской ССР, Польши, боях в Германии, освобождении Чехословакии, в том числе обеспечивал инженерное сопровождение действий армейских частей в ходе форсирования Нарвы, Вислы, Одера, Нейсе и Шпрее.
После окончания войны продолжал службу в Советской Армии. Являлся помощником по строевой части начальника Военно-инженерной академии имени В. В. Куйбышева, затем старшим инспектором Инспекции инженерных войск Главной инспекции Министерства обороны СССР. Скончался 5 декабря 1953 года, похоронен на Ваганьковском кладбище Москвы.

## Награды
- Орден Ленина (21 февраля 1945 года);
- 4 ордена Красного Знамени (1 апреля 1943 года, 3 ноября 1944 года, 6 апреля 1945 года, 15 ноября 1950 года);
- Орден Кутузова 2-й степени (27 июня 1945 года);
- Орден Суворова 2-й степени (28 сентября 1943 года);
- Медали «За оборону Москвы», «За освобождение Праги» и другие.